# Elisabetta di Brandeburgo-Küstrin
Elisabetta di Brandeburgo-Küstrin (29 agosto 1540 – Varsavia, 8 marzo 1578) era una principessa di Brandeburgo-Küstrin e margravia di Brandeburgo-Ansbach e di Brandeburgo-Kulmbach per matrimonio.

## Famiglia
Era la figlia primogenita di  Giovanni di Brandeburgo-Küstrin (1513-1571) e di sua moglie Caterina di Brunswick-Wolfenbüttel (1518-1574), figlia del duca Enrico V di Brunswick-Lüneburg.

## Matrimonio
Il 26 dicembre 1558 Elisabetta sposò il margravio Giorgio Federico I di Brandeburgo-Ansbach (1539-1603) a Küstrin. Dal 1577, lavorò come governatrice nel Ducato di Prussia, a nome di Alberto Federico di Prussia, duca di Prussia.

## Morte
Elisabetta morì durante il suo soggiorno presso la corte di Varsavia, dove suo marito sarebbe stato insignito del titolo ducale dal re polacco Stefan Batory. Elisabetta fu sepolto nella Cattedrale di Königsberg. Suo marito ordinò allo scultore olandese Willem van Bloche la realizzazione di un monumento per la sua tomba che venne completata nel 1582.

## Ascendenza
|                                    |                                 |                                     | Genitori                        |  |  | Nonni |  |  | Bisnonni                  |  |  | Trisnonni                  |  |
|                                    |                                 |                                     |                                 |  |  |       |  |  | Giovanni I di Brandeburgo |  |  | Alberto III di Brandeburgo |  |
|                                    |                                 |                                     |                                 |  |  |       |  |  | Giovanni I di Brandeburgo |  |  | Alberto III di Brandeburgo |  |
|                                    |                                 | Margherita di Baden                 |                                 |  |  |       |  |  | Giovanni I di Brandeburgo |  |  |                            |  |
| Gioacchino I di Brandeburgo        |                                 |                                     |                                 |  |  |       |  |  | Giovanni I di Brandeburgo |  |  |                            |  |
|                                    |                                 | Margherita di Sassonia              | Guglielmo III di Sassonia       |  |  |       |  |  |                           |  |  |                            |  |
|                                    |                                 | Margherita di Sassonia              | Guglielmo III di Sassonia       |  |  |       |  |  |                           |  |  |                            |  |
|                                    |                                 | Margherita di Sassonia              | Anna d'Asburgo                  |  |  |       |  |  |                           |  |  |                            |  |
| Giovanni di Brandeburgo-Küstrin    |                                 | Margherita di Sassonia              |                                 |  |  |       |  |  |                           |  |  |                            |  |
|                                    |                                 | Giovanni di Danimarca               | Cristiano I di Danimarca        |  |  |       |  |  |                           |  |  |                            |  |
|                                    |                                 | Giovanni di Danimarca               | Cristiano I di Danimarca        |  |  |       |  |  |                           |  |  |                            |  |
|                                    |                                 | Giovanni di Danimarca               | Dorotea di Brandeburgo-Kulmbach |  |  |       |  |  |                           |  |  |                            |  |
| Elisabetta di Danimarca            |                                 | Giovanni di Danimarca               |                                 |  |  |       |  |  |                           |  |  |                            |  |
|                                    |                                 | Cristina di Sassonia                | Ernesto di Sassonia             |  |  |       |  |  |                           |  |  |                            |  |
|                                    |                                 | Cristina di Sassonia                | Ernesto di Sassonia             |  |  |       |  |  |                           |  |  |                            |  |
|                                    |                                 | Cristina di Sassonia                | Elisabetta di Baviera           |  |  |       |  |  |                           |  |  |                            |  |
| Elisabetta di Brandeburgo-Küstrin  |                                 | Cristina di Sassonia                |                                 |  |  |       |  |  |                           |  |  |                            |  |
|                                    | Enrico IV di Brunswick-Lüneburg | Guglielmo IV di Brunswick-Lüneburg  |                                 |  |  |       |  |  |                           |  |  |                            |  |
|                                    | Enrico IV di Brunswick-Lüneburg | Guglielmo IV di Brunswick-Lüneburg  |                                 |  |  |       |  |  |                           |  |  |                            |  |
|                                    | Enrico IV di Brunswick-Lüneburg | Elisabetta di Stolberg-Werningerode |                                 |  |  |       |  |  |                           |  |  |                            |  |
| Enrico V di Brunswick-Lüneburg     | Enrico IV di Brunswick-Lüneburg |                                     |                                 |  |  |       |  |  |                           |  |  |                            |  |
|                                    |                                 | Caterina di Pomerania-Wolgast       | Eric II di Pomerania-Wolgast    |  |  |       |  |  |                           |  |  |                            |  |
|                                    |                                 | Caterina di Pomerania-Wolgast       | Eric II di Pomerania-Wolgast    |  |  |       |  |  |                           |  |  |                            |  |
|                                    |                                 | Caterina di Pomerania-Wolgast       | Sofia di Pomerania-Stolp        |  |  |       |  |  |                           |  |  |                            |  |
| Caterina di Brunswick-Wolfenbüttel |                                 | Caterina di Pomerania-Wolgast       |                                 |  |  |       |  |  |                           |  |  |                            |  |
|                                    |                                 | Enrico di Württemberg               | Ulrico V di Württemberg         |  |  |       |  |  |                           |  |  |                            |  |
|                                    |                                 | Enrico di Württemberg               | Ulrico V di Württemberg         |  |  |       |  |  |                           |  |  |                            |  |
|                                    |                                 | Enrico di Württemberg               | Elisabetta di Baviera-Landshut  |  |  |       |  |  |                           |  |  |                            |  |
| Maria di Württemberg               |                                 | Enrico di Württemberg               |                                 |  |  |       |  |  |                           |  |  |                            |  |
|                                    |                                 | Eva di Salm                         | …                               |  |  |       |  |  |                           |  |  |                            |  |
|                                    |                                 | Eva di Salm                         | …                               |  |  |       |  |  |                           |  |  |                            |  |
|                                    |                                 | Eva di Salm                         | …                               |  |  |       |  |  |                           |  |  |                            |  |
|                                    |                                 | Eva di Salm                         |                                 |  |  |       |  |  |                           |  |  |                            |  |